# Јакупица
Јакупица, или Мокра планина или Мокренска планина, је планина у централном делу Северне Македоније западно од Велеса, јужно од Скопља. Лежи између Скопске котлине на северу и Битољско-прилепске на југу, Поречке на западу и долине Вардара на истоку.
Њен највећи врх је Солунска Глава или Мокро (2.540 m надморске висине). У ширем смислу Јакупица обухвата цео планински масив између Треске, Вардара и Бабуне. Остали већи врхови су: Караџица (2.473 m), Попово брдо (2.380 m), Оштро брдо (2,365 m), Убава (2.353 m), Оштари врх (2.275 m), Даутица (2.178 m) и Шиљегарник (1.830 m).
Планину пресецају брзи и стрми планински потоци. Планина је лако доступна из главног града Северне Македоније — Скопља као и из града Велеса. На планини се налазе трагови леденог доба у облику циркова, валова и морена. На планини се налазе и два глацијална језера. Шума је на источној и северној страни већином искрчена. Западну страну покривају букова и четинарска шума. Травната зона простире се и на највише делове планине. Од краја маја до краја октобра сточари Повардарја напасају стоку (углавном овце). Јакупица у целини има добре услове за развој планинарског и ловног туризма.